# Bruno Rodrigues (calciatore 2001)
Bruno Miguel Ferreira Rodrigues, noto semplicemente come Bruno Rodrigues (Barreiro, 8 giugno 2001), è un calciatore portoghese, difensore del Chaves.

## Caratteristiche tecniche
È un difensore centrale.

## Carriera

### Club
Cresciuto nel settore giovanile del Braga, debutta in prima squadra il 28 dicembre 2020 in occasione dell'incontro di Primeira Liga vinto 4-1 contro il Boavista. Nel 2023 ha giocato in prestito al Fatih Karagümrük, nella prima divisione turca.

### Nazionale
Ha giocato nelle nazionali giovanili portoghesi Under-18 ed Under-19.

## Statistiche
Statistiche aggiornate al 9 marzo 2021.

### Presenze e reti nei club
| Stagione        | Squadra         | Campionato      | Campionato | Campionato | Coppe nazionali | Coppe nazionali | Coppe nazionali | Coppe continentali | Coppe continentali | Coppe continentali | Altre coppe | Altre coppe | Altre coppe | Totale | Totale | Totale |
| Stagione        | Squadra         | Comp            | Pres       | Reti       | Comp            | Pres            | Reti            | Comp               | Pres               | Reti               | Comp        | Pres        | Reti        | Pres   | Reti   |        |
| --------------- | --------------- | --------------- | ---------- | ---------- | --------------- | --------------- | --------------- | ------------------ | ------------------ | ------------------ | ----------- | ----------- | ----------- | ------ | ------ | ------ |
| 2019-2020       | Braga B         | CdP             | 19         | 0          |                 | -               | -               |                    | -                  | -                  |             | -           | -           | 19     | 0      |        |
| 2020-2021       | Braga B         | CdP             | 13         | 1          |                 | -               | -               |                    | -                  | -                  |             | -           | -           | 13     | 1      |        |
| 2020-2021       | Braga           | PL              | 4          | 0          | CP+CdL          | 1+0             | 0               | UEL                | 0                  | 0                  |             | -           | -           | 5      | 0      |        |
| Totale carriera | Totale carriera | Totale carriera | 36         | 1          |                 | 1               | 0               |                    | 0                  | 0                  |             | -           | -           | 37     | 1      |        |

## Palmarès

### Club

#### Competizioni nazionali
- Coppa del Portogallo: 1

Braga: 2020-2021